# 厚見村
厚見村（あつみむら）は、かつて岐阜県稲葉郡に存在した村である。名前はかつての厚見郡に由来する。
現在の岐阜市南東部の領下、上川手、下川手などに該当し、荒田川（新荒田川）の東岸に位置する。南北に細長い村であった。
北部の領下は中山道沿いの地域であり、現在も古い町並みが残る。南部の下川手はかつての川手城の城下町であったが、その面影は無い。
現在の地名は、領下・上川手・下川手・西川手・東川手・石切町・西明見町・大倉町・若杉町・神楽町・畷町・中洲町・村里町・矢倉町・光樹町・宮北町・正法寺町・城東通・島原町・東明見町などである。

## 歴史
- この地域は美濃国厚見郡であった。
- 1353年（文和2年） - 土岐頼康により川手城が築かれ、川手に城下町が形成される。
- 1530年（享禄3年） - 川手城が廃城となる。
- 江戸時代、この地域は磐城平藩領[1]（領下村）、加納藩領（上川手村・下川手村）であった。
- 1897年（明治30年）4月1日[2] - 厚見郡、各務郡、方県郡の一部が合併して稲葉郡となる。
- 1897年（明治30年）4月1日 - 領下村、上川手村、下川手村が合併して厚見村となる。
- 1955年（昭和30年）2月11日 - 厚見村が岐阜市に編入され、厚見村は消滅する。

## 学校
- 厚見村立厚見小学校 （現・岐阜市立厚見小学校）
- 岐阜市八剣村組合立厚八中学校 （1973年に分割され、厚見地区は岐阜市立厚見中学校を新設。）
- 済美女子高等学校 （現・済美高等学校）

## 交通
- 名古屋鉄道名古屋本線
  - 茶所駅・下川手駅[3]

## 旧跡・観光など
- 川手城跡
- 岐阜中教院
- 石切神社